# Lindsay Cocks
Lindsay William Cocks (* 31. Mai 1934 in Brunswick; † 6. September 1955 in Avallon) war ein australischer Bahnradsportler.
1954 wurde Lindsay Cocks dreifacher australischer Meister, über eine und über fünf Meilen sowie im Sprint. Im Fünf-Meilen-Rennen schlug er Olympiasieger Lionel Cox. Am selben Tag, an dem er Sprintmeister wurde, belegte er Platz zwei in der australischen Straßenmeisterschaft der Amateure. Im selben Jahr startete er bei den Commonwealth Games in Vancouver in drei Bahn-Disziplinen, im Sprint, 1000-Meter-Zeitfahren sowie über zehn Meilen. Über zehn Meilen errang er die Goldmedaille, und im Zeitfahren belegte er Platz acht.
Im Jahr darauf nahm Cocks an den Bahn-Weltmeisterschaften in Mailand teil. Seine dortige Platzierung ist unbekannt. Auf der Rückfahrt prallte das Auto, in dem Cocks als Beifahrer neben seinem britischen Sportskollegen Cyril Peacock saß, frontal mit einem anderen Wagen zusammen. Bei dem Unfall nahe der Ortschaft Sainte-Magnance wurde er schwer verletzt und starb am nächsten Tag im Krankenhaus von Avallon. Er wurde 21 Jahre alt.
Sein ehemaliger Club, der Brunswick Cycling Club, organisiert das Bahnrennen Lindsay Cocks Memorial Wheel Race.